# عرض نطاق

المسافة بينf_{1} وf_{2} تسمى عرض نطاق.

عرض النطاق الترددي أو عرض الحزمة (بالإنجليزية: bandwidth)‏ هو الفرق بين أعلى وأدنى تردد في مجموعة مستمرة من الترددات. بشكل عام، يقاس عرض النطاق بوحدة الهرتز. يلعب عرض النطاق دوراً أساسياً في عدد المجالات كالإلكترونيات ونظرية المعلومات والاتصالات الرقمية والاتصالات الراديوية ومعالجة الإشارة ودراسة الطيف، وهو أحد المحددات الأساسية لقناة الاتصال.
في منحني التردد في الشكل تعبر المسافة بين التردد {\displaystyle {\mathcal {}}f_{1}} والتردد {\displaystyle {\mathcal {}}f_{2}} عرض النطاق.
يُبين المنحني الفرق بين ترددين من مجموعة مستمرة من الترددات، ويعطى عرض النطاق بالعلاقة B = f2 − f1. ويمثل المتوسط الهندسي لهذين الترددين {\displaystyle f_{0}={\sqrt {f_{1}\cdot f_{2}}}} بين الترددين f1 الحد الأدنى للتردد وf2 الحد الأعلى للتردد ويسمى f0 التردد المتوسط.

## عرض النطاق في دائر الرنان

عرض النطاق ويحدده النقطتين التي ينخفض عندهما الجهد الكهربى إلى 0.707 من نهايته العظمى من مطال الاستجابة.

تستعمل دائرة الرنين أحيانا كمرشح للتردد حيث تسمح للترددات بالمرور في حيز ضيق وتمنع الترددات الأخرى من المرور. ويسمى هذا الحيز الضيق للترددات عرض النطاق وكلمة نطاق تأتي من كلمة حزمة. ولتشفيل الدائرة كمرشح تُستبدل المقاومة R بجهاز استقبال له نفس قيمة المقاومة R. ونحصل على حيز النطاق  للدائرة الموصولة على التوالي من العلاقة الآتية (بوحدة راديان/ثانية):
{\displaystyle \Delta \omega =2\alpha =2\zeta \omega _{0}={R \over L}}
ويمكن حساب عرض النطاق بوحدة هرتز بالعلاقة:
{\displaystyle \Delta f={\Delta \omega  \over 2\pi }={\alpha  \over \pi }={\zeta \omega _{0} \over \pi }={R \over 2\pi L}}
ويحدد عرض النطاق حزمة الترددات التي يُسمح لها بالمرور عند تردد نصف القدرة. وهو مقياس ينتسب إلى مطال الجهد الكهربي في عرض النطاق. وبما أن القدرة تتناسب تناسبا طرديا مع مربع الجهد، فإن عرض النطاق يحدد من جهتيه عند الترددين التي تنخفض الاستجابة عندهما إلى {\displaystyle {1 \over {\sqrt {2}}}} من تردد الرنين..